# بنك القطيبي الإسلامي
بنك القطيبي الإسلامي للتمويل الأصغر (بالإنجليزية: Al-Qutaibi Islamic Microfinance Bank) هو بنك للتمويل الأصغرتأسس في 12/08/2021 م . والمركز الرئيسي في مدينة عدن ومنذ تأسي
س الشركة سعت لتطوير خدماتها المصرفية وتقديم لعملائها إستقبال الحوالات وارسال الأموال و تطوير خدماتها الإلكترونية والمشاركة في توعية المجتمع بـ الشمول المالي ارسال حواله 
محمد احسن احسن عبدالله الحمامي
"" //.. 
772467233

4000000 اربعه ملايين ريال
  

رقم التحويل

## بنك القطيبي
بنك القطيبي شركة يمنية، تقدم خدمات وأنشطة مصرفية محلياً, من خلال آليات وبرامج عمل متطورة، ومنضبطة بالمعايير المصرفية الإسلامية الحقيقية، يديرها موظفين مهني ذو كفاءة عالية والتزام، بهدف تحقيق عائد أفضل للمساهمين والمودعين، وخدمات متميزة للعملاء، والمساهمة في التنمية الاقتصادية والاجتماعية.

## تاريخ البنك
تم تأسيس بنك القطيبــي الإسلامـي للتمـــويــل الأصغــر بمـوجــب ترخيـص البنك المركزي اليمني رقم (226/CBY/2021)، استنادًا إلى رؤيته الرامية إلى تقديم خدمات مالية ومصرفية متوافقة مع أحكام الشريعة الإسلامية، بما يسهم في التنمية الاقتصادية والاجتماعية في اليمن، مع التركيز على تمويل الفئات ذات الدخل المحدود ودعم المشاريع الصغيرة والأصغر، ويمارس البنك أنشطته داخل اليمن وخارجه وفقًا للأطر القانونية والشرعية والمحاسبية، ويقدم جميع الخدمات المصرفية والاستثمارية المعروفة والمستحدثة، بما لا يتعارض مع أحكام الشريعة الإسلامية والمعايير الدولية وتعليمات البنك المركزي اليمني..